# Aqueduc de Gozo
L'Aqueduc de Gozo fait partie d'un système de canalisation construit au XIXe siècle par les Britanniques à Gozo. Il était destiné à transporter l'eau d'une source captée à Għar Ilma (signifiant en maltais « la grotte de l'eau »), près de Kerċem pour l'emmener jusqu'à la capitale gozitaine, Ir-Rabat,.

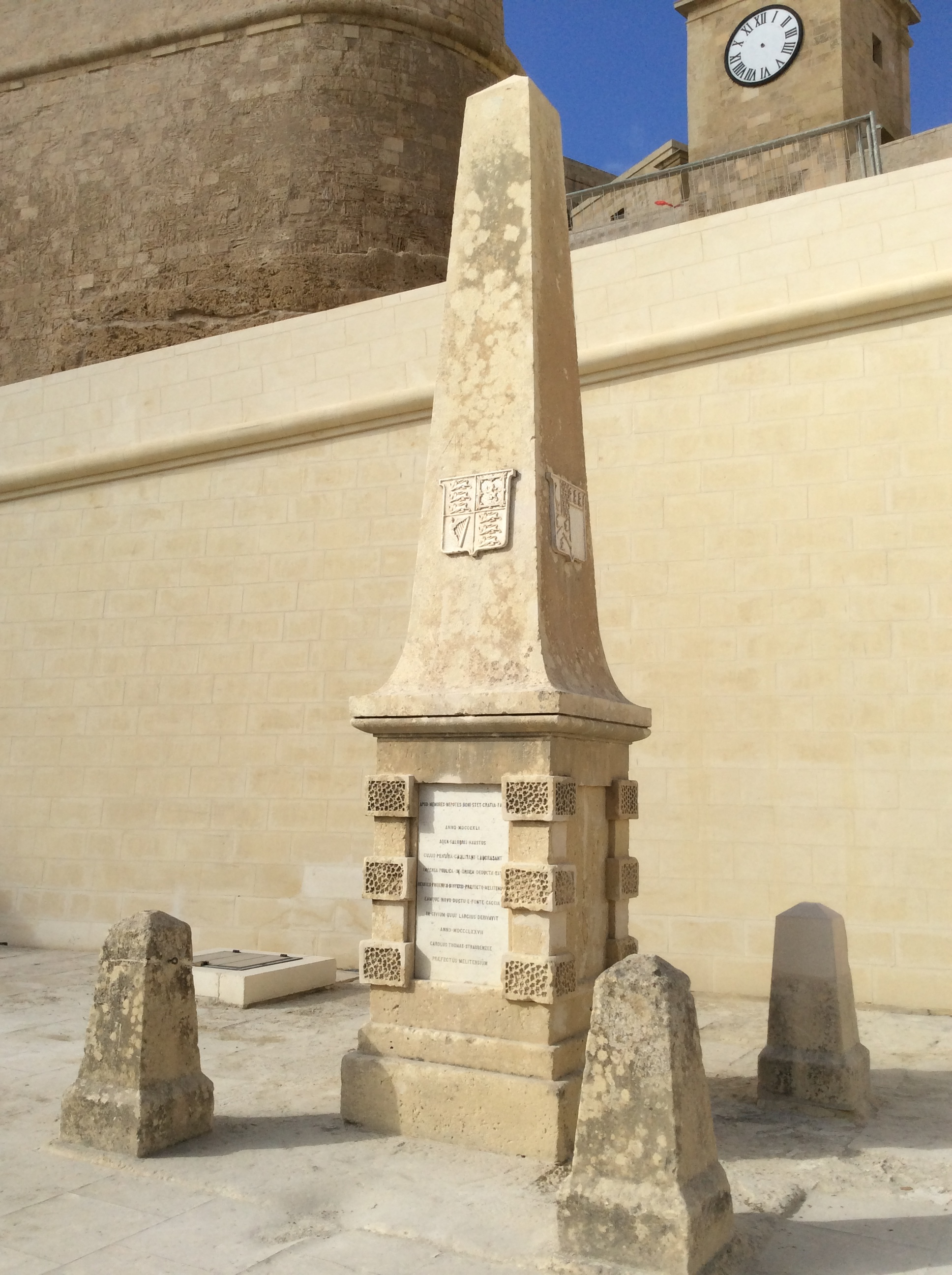
Obélisque commémorant l'arrivée de l'eau à Gozo à Rabat

La construction débute le 24 septembre 1839, pour s'achever le 6 septembre 1843 avec l'arrivée de l'eau à la fontaine de la place Sainte Sabine, à Ir-Rabat.
Un réservoir fut installé à l'intérieur des fortifications de la Citadelle. Près du réservoir, un petit obélisque commémore l'inauguration de l'aqueduc.
Ce système de canalisation fut plus tard remplacé par un système souterrain avec des pompes électriques.
L'aqueduc est aujourd'hui abandonné, plusieurs arches sont tombées mais de vastes parties de l'aqueduc sont toujours visibles.